# Layos
Layos ist ein Dorf und eine zentralspanische Gemeinde (municipio) mit 906 Einwohnern (Stand: 2024) in der Provinz Toledo in der Autonomen Gemeinschaft Kastilien-La Mancha.

## Lage
Layos liegt etwa 10 Kilometer südsüdwestlich von Toledo in der historischen Provinz La Mancha in einer Höhe von ca. 650 m. Der Stausee Embalse de Guadajarez begrenzt die Gemeinde im Nordwesten.
Das Klima im Winter ist rau, im Sommer dagegen trocken und warm; der Regen (ca. 453 mm/Jahr) fällt überwiegend in den Wintermonaten.

## Bevölkerungsentwicklung
| Jahr      | 1970 | 1981 | 1991 | 2001 | 2011 | 2021 |
| Einwohner | 294  | 277  | 275  | 290  | 558  | 810  |

## Sehenswürdigkeiten
- Burganlage von Almonacid
- Magdalenenkirche
- Herrenhaus der Grafen von Mora aus dem 15. Jahrhundert

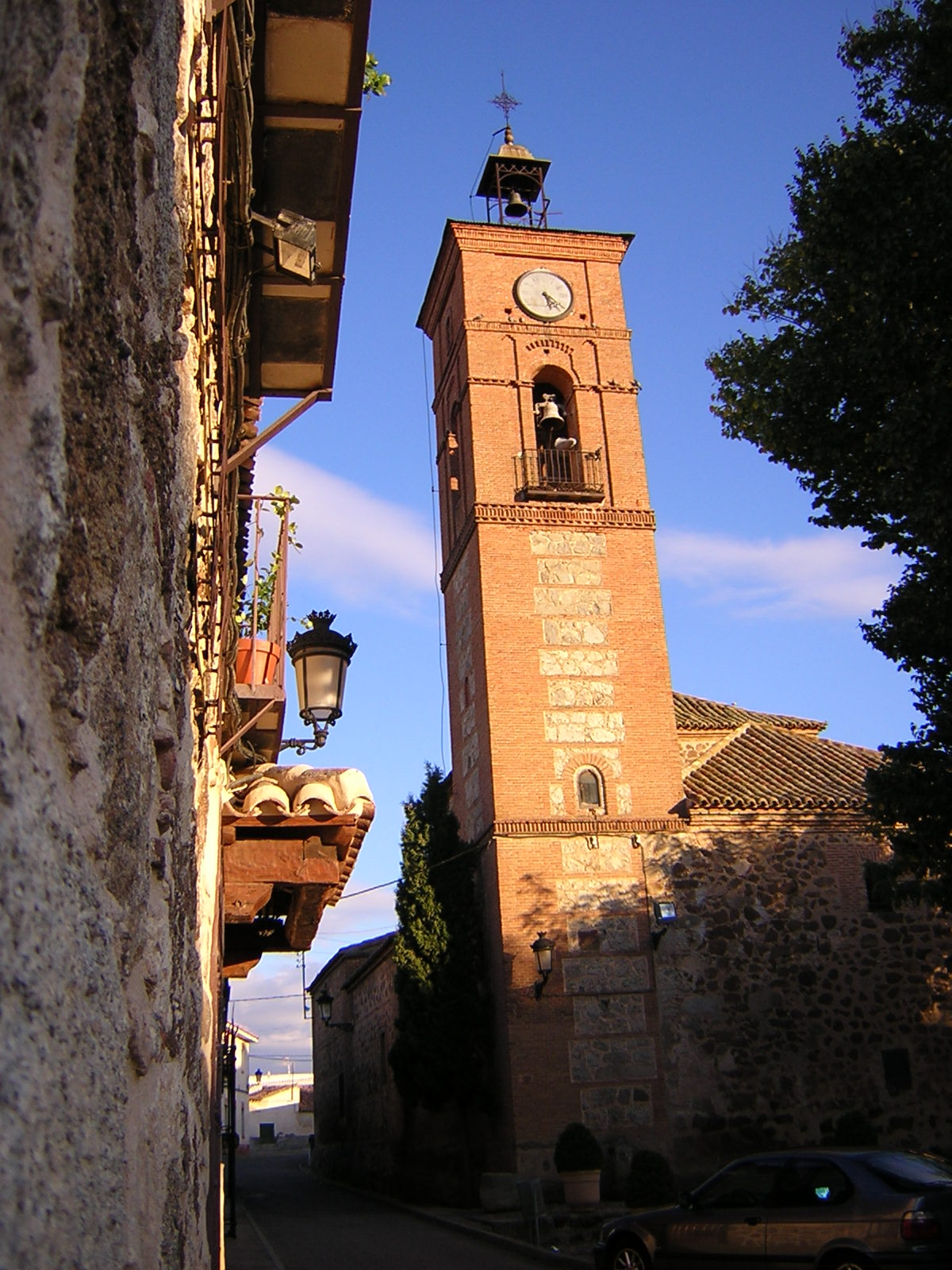
Magdalenenkirche
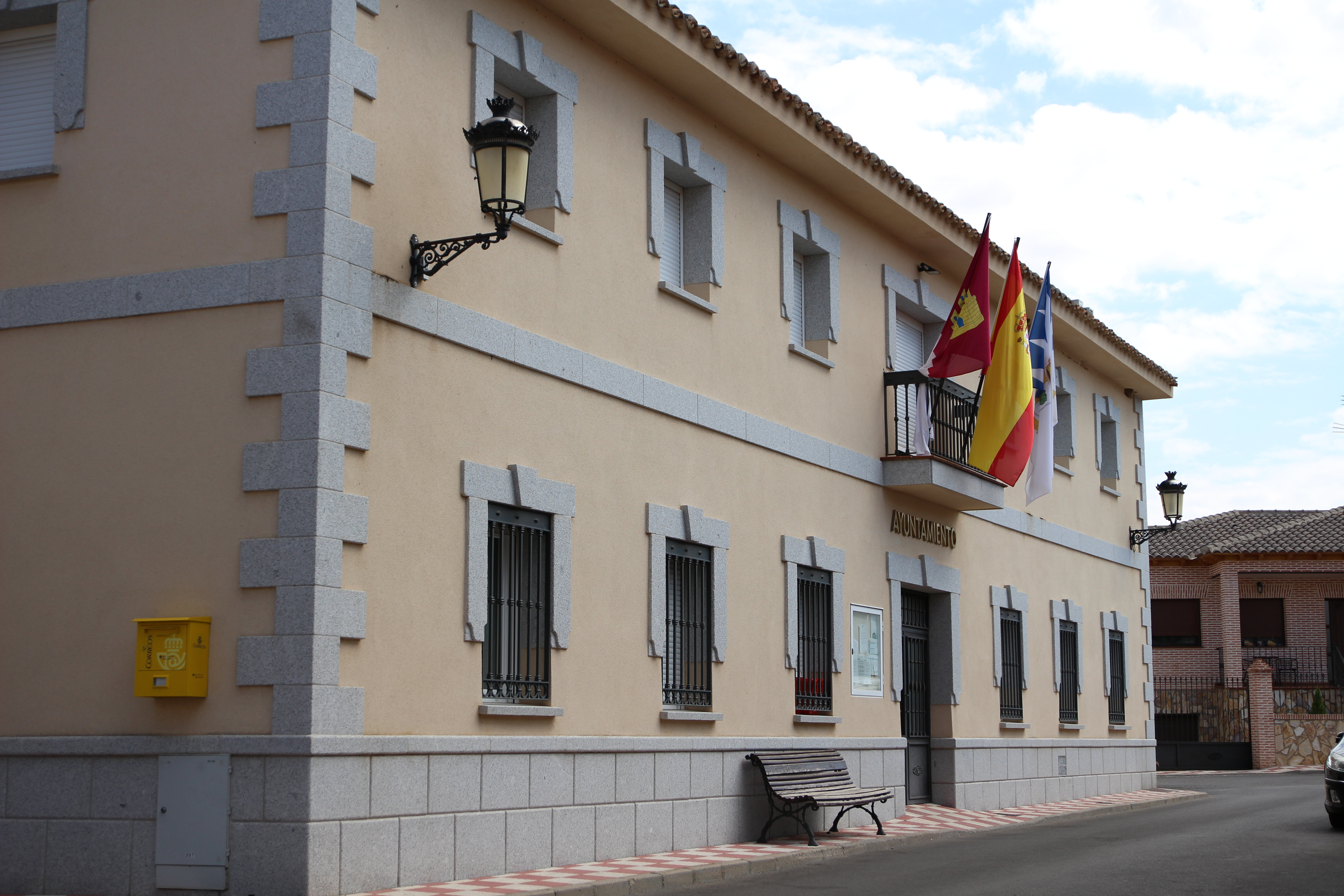
Rathaus
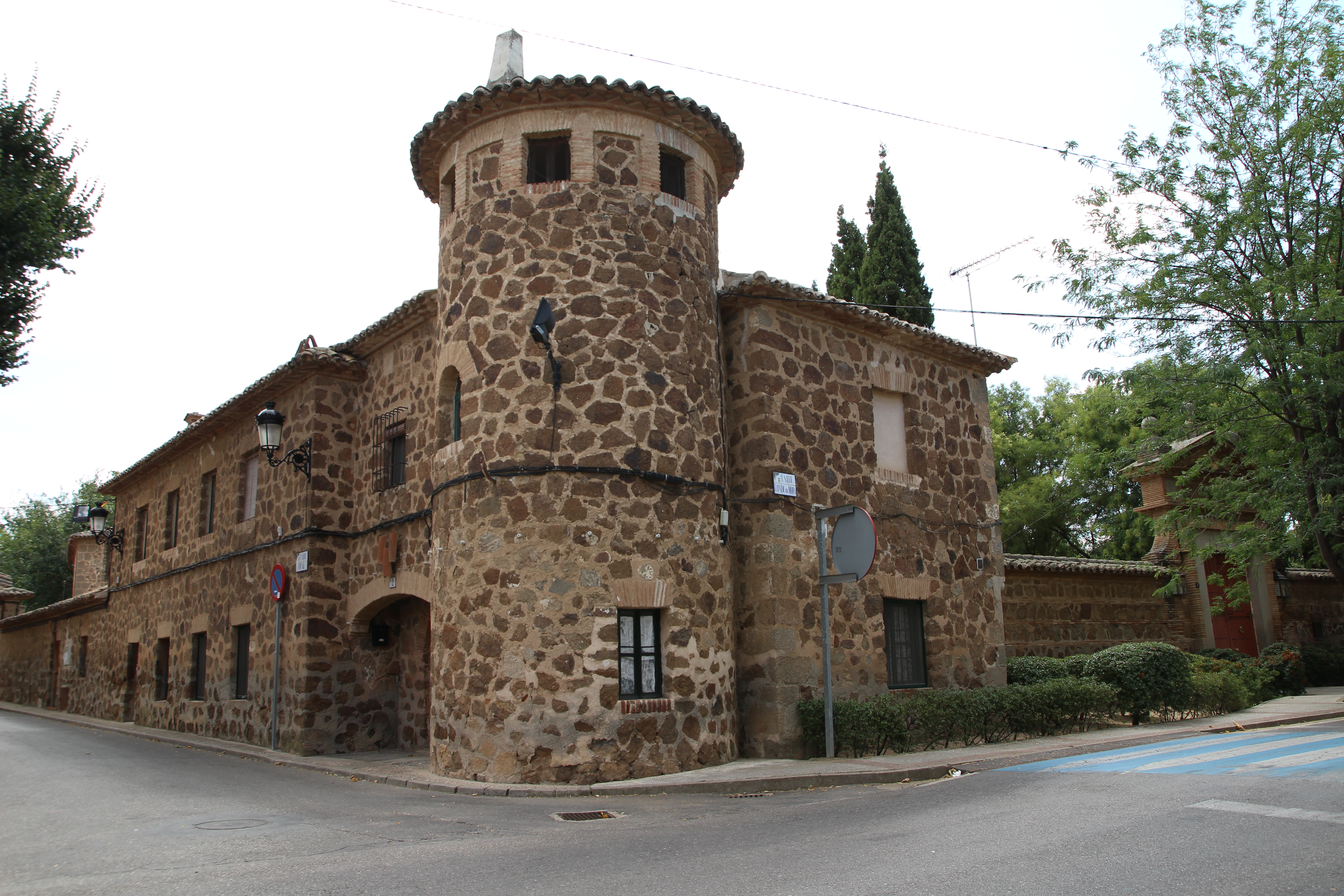
Herrenhaus der Grafen von Mora